# Massacre de Deutsch Schützen-Eisenberg
Le massacre de Deutsch Schützen-Eisenberg désigne l’assassinat d'environ 60 travailleurs forcés juifs dans la ville de Deutsch Schützen-Eisenberg. Le massacre s’est déroulé le 29 mars 1945.

## Histoire
Des membres de la 5e Panzerdivision SS Wiking ainsi que la gendarmerie militaire allemande assassinent des juifs, principalement d’origine hongroise, dans une clairière à proximité de l'église de la ville. Le 23 août 1995, après des mois de recherche et d'investigation par une association, le Israelitische Kultusgemeinde Wien, on arrive à localiser une fosse commune et des restes des victimes.
En 2008, un étudiant viennois, Andreas Forster découvre par hasard dans les archives le nom d’un ancien SS, Adolf Storms, comme ayant participé au massacre. Le professeur d'Andreas Forster, Walter Manoschek, décide de collecter différentes preuves et réalise un entretien filmé d'Adolf Storms, retraité à Duisbourg. Quatre anciens membres des jeunesses hitlériennes et ayant aidé les SS à l’époque des faits fournissent également un témoignage sur le massacre. La justice ouvre un dossier mais Adolf Storms décède le 28 juin 2010 âgé de 90 ans.
Une plaque sur l’église ainsi qu’un mémorial commémorent cet évènement.